# Tupolev Tu-244
Tupolev Tu-244 là một máy bay vận tải siêu thanh được đề xuất phát triển từ thiết kế Tu-144 sản xuất năm 1967. Tupolev ước tính nó sẽ sẵn sàng khoảng năm 2010-2015. Chiếc máy bay này có nhiều đặc điểm mới chỉ có trong tiểu thuyết như sử dụng nhiên liệu cryogenic cho phép đạt tầm bay tới 10,000 km (6,214 dặm) và có thể chở tới 300 hành khách. Nếu được chế tạo nó sẽ là chiê s máy bay phản lực thương mại siêu âm thứ hai của Nga.

## Lịch sử
Việc thiết kế bắt đầu năm 1979, và khi dự án chấm dứt năm 1993 nó đã đạt một số thành quả quan trọng. Đặc biệt, sức cản không khí ở tốc độ Mach 2 chỉ bằng 50% so với một máy bay chở khách thông thường ở tốc độ Mach 0.9.
Thân hầu như tròn (3.9 m rộng, 4.1 m cao) và phần cánh hầu như được làm từ các vật liệu titan composite. Các động cơ sẽ là những phiên bản có tính năng cao hơn của loại Samara NK-321-Turbofan, cũng được dùng trên chiếc Tu-160. Các cửa hút khí có thể điều chỉnh từ chiếc Tu-160 cũng có thể được đưa vào. Sức chở theo dự kiến là 311 khách.
Hệ thống Fly-by-wire được dự định sử dụng để kiểm soát bay. Thay vì một chiếc mũi cong, các camera video sẽ cung cấp cho tổ lái hình ảnh cần thiết để hạ cánh.

## Đặc điểm kỹ thuật (đề xuất)
Đặc điểm tổng quát
- Tổ lái: 3
- Sức chuyên chở: 250/320 hành khách
- Chiều dài: 88,7 m (291 ft)
- Sải cánh: 54,77 m (179 ft)
- Chiều cao: Unknown (Unknown)
- Diện tích cánh: 1.200 m² (12.916 ft²)
- Trọng lượng rỗng: 172.000 kg (379.000 lb)
- Trọng lượng cất cánh tối đa: 350.000 kg (771.600 lb)
- Động cơ: 4 × Kuznetsov NK-321 kiểu turbofan, 33.000 kg () mỗi chiếc
- Chiều cao từ mặt đất (tới đỉnh của đuôi đứng): 16,9 m (55 ft)
- Chiều cao từ điểm thấp nhất(động cơ): 12,45 m (41 ft)
- Chiều rộng khung thân bên trong: 3,9 m (12 ft)
- Chiều rộng khung thân bên ngoài: 4,1 m (13 ft)
- Chiều dài cánh (gốc cánh): 54,7 m (179 ft)
- Main gear track: 8 m (26 ft)
- Trọng lượng nhiên liệu tối đa: 178.000 kg (392.425 lb)

 Hiệu suất bay 
- Vận tốc hành trình: Mach 2,20 (2.340 km/h, 1.455 mph)
- Tầm bay: 9.200 km (5.730 mi (4.970 nm))
- Trần bay: 19.000 m (62.000 ft)